# Türchlwand
Die Türchlwand (früher auch Dürchelwände, Tirchelwand, Turkelwände und Türklwand) ist ein 2577 m ü. A. hoher Berg in der Goldberggruppe der Zentralalpen im österreichischen Bundesland Salzburg.

## Lage und Umgebung
Der felsige Gipfel der Türchlwand erhebt sich an der Grenze zwischen den Gemeinden Bad Hofgastein im Osten und Rauris im Westen. Ihre Nebengipfel sind der 2565 m ü. A. hohe Siebenspitz im Nordosten und der 2481 m ü. A. hohe Rührkübel im Südwesten. Im Norden liegt der Kramkogel, im Süden der Kalkbretterkopf. An der Türchlwand hat ein linksufriger Zubringer des in die Rauriser Ache mündenden Vorsterbachs seinen Ursprung.
Von der Rockfeldalm über den Lungkogel auf die Türchlwand führt der Hermann-Kreilinger-Steig. Dieser ist nach dem Gendarmen und Obmann der Sektion Bad Hofgastein des Österreichischen Alpenvereins Hermann Kreilinger benannt. Am Berg befindet sich eine Stempelstelle für Wandernadeln des Österreichischen Alpenvereins. Die Türchlwand zählt zu den 55 Gipfeln des Gasteinertals, für deren vollständige Besteigung der Gasteiner Gipfelkranz vergeben wird, die höchste Klasse der Gasteiner Wandernadeln des Österreichischen Alpenvereins.

## Geschichte und Kultur
Im 18. Jahrhundert wurden am Westhang Kupfer und Pyrit abgebaut.
Die Sektion Hofgastein des Deutschen und Österreichischen Alpenvereins legte 1921 mehrere neue Wegmarkierungen vom Zentrum von Bad Hofgastein auf die Türchlwand an: über die Haitzingalm und die Leidalm für den Gebrauch im Sommer, über die Maurachalm für den Gebrauch im Winter sowie über die Schlossalm für den Gebrauch im Sommer und Winter.
Der Türchlwand-Pass ist eine der zahlreichen Krampus-Gruppen („Passen“) des Gasteinertals.

## Geologie
In geologischer Hinsicht befindet sich die Türchlwand in einer von Marmor, Phyllit und Glimmerschiefer des Tauernfensters (Penninikum) geprägten Zone. An der Westflanke kommt Dolomitmarmor vor.

## Fauna und Flora
Die Gamswild-Ruhezone an den südlichen Hängen darf von 1. Dezember bis 31. Mai nicht betreten werden. Bei einer Erhebung der Vogelarten des Gasteinertals in den 1980er Jahren wurde im Bereich der Türchlwand der Schneefink (Montifringilla nivalis) als Brutvogel beobachtet.
Am Berg wachsen der Alpen-Flachbärlapp (Diphasiastrum alpinum) und Isslers Flachbärlapp (Diphasiastrum issleri). An den südöstlichen Hängen gibt es eine Flur mit Zartem Straußgras (Agrostis schraderiana).